# Selaginella polymorpha
Selaginella polymorpha är en mosslummerväxtart som beskrevs av Badré. Selaginella polymorpha ingår i släktet mosslumrar, och familjen mosslummerväxter. Inga underarter finns listade i Catalogue of Life.